# Маянский, Андрей Николаевич
Андрей Николаевич Маянский (27 ноября 1940 года, Казань — 9 ноября 2015 года, Казань) — советский российский учёный,  иммунолог, аллерголог, доктор медицинских наук (1977), профессор (1981). Заведовал кафедрой микробиологии и иммунологии Нижегородской государственной медицинской академии (1981—2014).
Основная тема работ — изучение эффекторных механизмов иммунитета к убиквитарным микробным антигенам. Обосновал принципы конструирования бактериальных аллергенов с учётом отношений между компонентами, активирующими клеточный и гуморальный иммунитет, разработал способ изготовления аллергенов, свободных от иммунологически инертного балласта и обосновал целесообразность дифференцированного подхода к конструированию диагностических и лечебных аллергенов. Его теоретические работы стали базой для производства иммунобиологических препаратов, широко используемых в практической медицине и научных исследованиях.

## Биография
Родился в г. Казань. Старший на три года брат Дмитрий — доктор медицинских наук, профессор.
В 1964 г. окончил Казанский медицинский институт, начал работу в Казанском НИИ эпидемиологии и микробиологии (КНИИЭМ).
В стенах КНИИЭМ он прошел путь от аспиранта до руководителя отдела иммунологии и аллергии, защитив в 1976 г. докторскую диссертацию в диссертационном совете при НИИ вакцин и сывороток им. И. И. Мечникова в Москве (это была первая докторская диссертация, защищенная по специальности 14.00.36 «Иммунология и аллергология»).
С 1981 по 2014 г. заведовал кафедрой микробиологии и иммунологии Нижегородской государственной медицинской академии (ныне Приволжский медицинский исследовательский университет), а в последние годы оставался профессором на этой кафедре. Был одним из видных представителей отечественных научных школ фундаментальной микробиологии и иммунологии.
Под его руководством защищены 5 докторских и 42 кандидатских диссертации, опубликовал более 250 научных статей и учебно-методических работ, а также монографии: «Очерки о нейтрофиле и макрофаге» (1983 и 1989).
Скончался 9 ноября 2015 года.

## Награды
- Две премии министерства здравоохранения
- Премия имени А. А. Богомольца Академии медицинских наук СССР.

## Работы
Автор работ по изучению физиологических и патологических аспектов реактивности фагоцитов, гомеостатических и патогенетических ресурсов фагоцитов, системы гуморально клеточной кооперации крови и соединительной ткани, внутрисосудистого воспаления, рекогносцировочных механизмов нейтрофила. Обнаружил феномен мобилизационной блокады нейтрофилов на фоне внутрисосудистой дестабилизации крови, имитирующей септический токсикоз, обосновал представления о механизмах фагоцитарного апоптоза.
Опубликовал более 250 научных статей, монографий и учебно-методических работ.
Сочинения:
- Очерки о нейтрофиле и макрофаге / А. Н. Маянский, Д. Н. Маянский; Отв. ред. В. П. Казначеев. — Новосибирск : Наука : Сиб. отд-ние, 1983. — 256 с. : ил.; 22 см.
- Микозы человека : (Микробиол. и клинико-диагност. аспекты) : Учеб.-метод. пособие / [А. Н. Маянский и др.]; Под ред. А. Н. Маянского, Т. А. Главинской; Горьков. гос. мед. ин-т им. С. М. Кирова. — Горький : ГМИ, 1985. — 75,[2] с. : ил.; 22 см.
- Часовые здоровья [Текст] / А. Н. Маянский, Д. Н. Маянский; отв. ред. Л. Е. Панин ; АН СССР, Сибирское отд-ние. — Новосибирск : Наука. Сибирское отд-ние, 1987. — 174, [2] с. : ил.; 20 см. — (Сер. «От молекулы до организма»).
- Очерки о нейтрофиле и макрофаге [Текст] / А. Н. Маянский, Д. Н. Маянский; отв. ред. В. П. Казначеев ; АН СССР, Сибирское отд-ние, АМН СССР, Сибирское отд-ние, Ин-т клинич. и эксперим. медицины. — 2-е изд., перераб. и доп. — Новосибирск : Наука. Сибирское отд-ние, 1989. — 340, [3] с. : ил.; 23 см; ISBN 5-02-028718-0
- Микробиология для врачей : (Очерки патогенет. микробиологии) / А. Н. Маянский; Нижегор. гос. мед. акад. — Н. Новгород : Изд-во НГМА, 1999. — 392, [1] с. : ил., портр.; 26 см; ISBN 5-7032-0218-3
- Реактивность нейтрофила / А. Н. Маянский, А. Н. Галиуллинуллин. — Казань : Изд-во Казан. ун-та, 1984. — 160 с. : ил.; 21 см.
- Клинические аспекты фагоцитоза / А. Н. Маянский, О. И. Пикуза. — Казань : Магариф, 1993. — 190,[2] с. : ил.; 20 см; ISBN 5-7761-0163-8 :
- Патогенетическая микробиология : руководство : учебное пособие для системы послевузовского профессионального образования врачей / А. Н. Маянский. — Нижний Новгород : Изд-во НГМА, 2006 (Н.Новгород : Поволжье). — 518, [1] с. : ил.; 27 см; ISBN 5-7032-0643-X
- Лекции по иммунологии : [Учеб. пособие для студентов мед. вузов] / А. Н. Маянский. — Н.Новгород : Изд-во НГМА, 2003. — 270, [1] с. : ил.; 20 см; ISBN 5-7032-0458-5 :
- Лекции по иммунологии / А. Н. Маянский. — 2-е изд. — Н. Новгород : Изд-во НГМА, 2005 (Тип. Вектор-ТиС). — 270, [1] с. : ил., табл.; 21 см; ISBN 5-7032-0558-1
- Патогенетическая микробиология : (краткое содержание) / А. Н. Маянский ; Нижегородская гос. мед. акад. — Нижний Новгород : Изд-во НижГМА, 2009. — 146, [1] с.; 21 см; ISBN 978-5-7032-0702-4